# Anthrax hylaios
Anthrax hylaios är en tvåvingeart som beskrevs av Marston 1970. Anthrax hylaios ingår i släktet Anthrax och familjen svävflugor. Inga underarter finns listade i Catalogue of Life.